# Guilherme de Jesus da Silva
Guilherme de Jesus da Silva (Porto Alegre, Brasil; 1 de septiembre de 1993), conocido como Tinga, es un futbolista brasileño. Juega de lateral derecho y su equipo actual es el Fortaleza de la Serie A.

## Trayectoria
Tinga fue promovido al primer equipo del Grêmio en 2013 para el Campeonato Gaúcho. En su etapa en el club, fue cedido a diferentes equipo del ascenso brasileño. Dejó el club en 2016.
El 29 de diciembre de 2017, fue fichado en el Fortaleza de la Serie B, donde ganó el ascenso a la Serie A en su primera temporada.

## Selección nacional
A nivel juvenil, representó a Brasil en el Torneo Esperanzas de Toulon de 2013 y el Torneo masculino de fútbol de los Juegos Panamericanos de 2015.

## Estadísticas
Actualizado al último partido disputado el 4 de octubre de 2023.
| Club                 | Div.          | Temporada     | Liga  | Liga  | Estatal | Estatal | Copas nacionales | Copas nacionales | Copas internacionales | Copas internacionales | Total | Total |
| Club                 | Div.          | Temporada     | Part. | Goles | Part.   | Goles   | Part.            | Goles            | Part.                 | Goles                 | Part. | Goles |
| -------------------- | ------------- | ------------- | ----- | ----- | ------- | ------- | ---------------- | ---------------- | --------------------- | --------------------- | ----- | ----- |
| Grêmio · Brasil      | 1.ª           | 2013          | —     | —     | 4       | 0       | —                | —                | —                     | —                     | 4     | 0     |
| Grêmio · Brasil      | 1.ª           | 2014          | —     | —     | 3       | 0       | —                | —                | 0                     | 0                     | 3     | 0     |
| Grêmio · Brasil      | Total club    | Total club    | 0     | 0     | 7       | 0       | 0                | 0                | 0                     | 0                     | 7     | 0     |
| Boa Esporte · Brasil | 2.ª           | 2014          | 18    | 0     | —       | —       | —                | —                | —                     | —                     | 18    | 0     |
| Boa Esporte · Brasil | Total club    | Total club    | 18    | 0     | 0       | 0       | 0                | 0                | 0                     | 0                     | 18    | 0     |
| Fortaleza · Brasil   | 3.ª           | 2015          | 14    | 1     | 13      | 0       | 4                | 0                | —                     | —                     | 31    | 1     |
| Fortaleza · Brasil   | 2.ª           | 2018          | 32    | 2     | 25      | 3       | —                | —                | —                     | —                     | 57    | 5     |
| Fortaleza · Brasil   | 1.ª           | 2019          | 23    | 4     | 14      | 2       | 2                | 0                | —                     | —                     | 39    | 6     |
| Fortaleza · Brasil   | 1.ª           | 2020          | 28    | 0     | 12      | 3       | 2                | 1                | 2                     | 0                     | 44    | 4     |
| Fortaleza · Brasil   | 1.ª           | 2021          | 36    | 1     | 14      | 2       | 8                | 0                | —                     | —                     | 58    | 3     |
| Fortaleza · Brasil   | 1.ª           | 2022          | 17    | 0     | 9       | 0       | 0                | 0                | 5                     | 0                     | 31    | 0     |
| Fortaleza · Brasil   | 1.ª           | 2023          | 18    | 1     | 6       | 0       | 1                | 0                | 13                    | 1                     | 38    | 2     |
| Fortaleza · Brasil   | Total club    | Total club    | 168   | 9     | 93      | 10      | 17               | 1                | 20                    | 1                     | 298   | 21    |
| Bahia · Brasil       | 2.ª           | 2016          | 20    | 0     | 8       | 0       | 2                | 0                | —                     | —                     | 30    | 0     |
| Bahia · Brasil       | Total club    | Total club    | 20    | 0     | 8       | 0       | 2                | 0                | 0                     | 0                     | 30    | 0     |
| Juventude · Brasil   | 2.ª           | 2017          | 21    | 0     | —       | —       | —                | —                | —                     | —                     | 21    | 0     |
| Juventude · Brasil   | Total club    | Total club    | 21    | 0     | 0       | 0       | 0                | 0                | 0                     | 0                     | 21    | 0     |
| Total carrera        | Total carrera | Total carrera | 227   | 9     | 108     | 10      | 19               | 1                | 20                    | 1                     | 374   | 21    |

## Palmarés

### Títulos estatales
| Título              | Club      | País            | Año  |
| ------------------- | --------- | --------------- | ---- |
| Campeonato Baiano   | Bahia     | Bahía           | 2016 |
| Campeonato Cearense | Fortaleza | Ceará           | 2015 |
| Campeonato Cearense | Fortaleza | Ceará           | 2019 |
| Copa do Nordeste    | Fortaleza | Región Nordeste | 2019 |
| Campeonato Cearense | Fortaleza | Ceará           | 2020 |
| Campeonato Cearense | Fortaleza | Ceará           | 2021 |
| Campeonato Cearense | Fortaleza | Ceará           | 2022 |
| Copa do Nordeste    | Fortaleza | Región Nordeste | 2022 |
| Campeonato Cearense | Fortaleza | Ceará           | 2023 |
| Copa do Nordeste    | Fortaleza | Región Nordeste | 2024 |

### Títulos nacionales
| Título  | Club      | País   | Año  |
| ------- | --------- | ------ | ---- |
| Serie B | Fortaleza | Brasil | 2018 |

### Títulos internacionales
| Título                      | Equipo                     | Sede    | Año  |
| --------------------------- | -------------------------- | ------- | ---- |
| Torneo Esperanzas de Toulon | Selección sub-20 de Brasil | Francia | 2013 |